# Brug 390
Brug 390 is een vaste brug in Westpoort, Amsterdam.
Het is een spoorbrug die gelegd is over het koelwaterkanaal van de Centrale Hemweg. Ze ligt parallel aan de verkeersbruggen met nummer 330. Net als brug 330 heeft de spoorbrug drie doorvaarten, maar scheepvaart van welke aard dan ook is hier onmogelijk. Er staat een sterke stroming en de bruggen liggen laag boven het water (0,6 m +NAP). De overspanning bedroeg bij oplevering 9,45 meter, de breedte 2,60 meter. De brug van beton en staal is gebouwd op een paalfundering van gewapend beton.
Voorbereidende werkzaamheden, zoals het plaatsen van de onderbouw en het heien, vonden al plaats tijdens de aanleg van de verkeersbrug 330 in 1951. Landhoofden en bruggen kwamen in 1958 al snel gevolgd door de aanleg van de rails. Over de brug loopt enkelspoor.
<<< · 300 · 301 · 302 · 303 · 304 · 305 · 306 · 307 · 308 · 309 · 310 · 311 · 312 · 313 · 314 · 315 · 316 · 317 · 318 · 320 · 321 · 322 · 323 · 324 · 325 · 327 · 328 · 330 · 331 · 332 · 333 · 334 · 335 · 336 · 337 · 338 · 339 · 340 · 341 · 342 · 343 · 344 · 345 · 346 · 347 · 348 · 349 · 350 · 351 · 352 · 353 · 354 · 355 · 356 · 357 · 358 · 359 · 360 · 361 · 362 · 363 · 364 · 365 · 366 · 367 · 368 · 371 · 372 · 373 · 374 · 375 · 376 · 377 · 378 · 379 · 380 · 381 · 382 · 383 · 385 · 386 · 387 · 388 · 389 · 390 · 391 · 392 · 393 · 394 · 395 · 396 · 397 · 398 · 399 · >>>
Brugnummers 319, 326, 329 (tijdelijke duiker in de Ringspoordijk), 369, 370, 384 zijn niet (meer) vergeven.